# 赖春风
赖春风（1913年—1993年），江西宁冈县古城镇人，中国人民解放军将领、中国人民解放军开国少将。

## 生平
1928年仅15岁即参与了袁文才、王佐的地方武装。在袁、王部与朱德、毛泽东部不和后，彭德怀率红五军伏击击杀袁王部队，年仅17岁的赖幸存并被编入红五军（一说红六军），其余袁王部队遭到清洗。
赖参与长征。
曾任长春军事师范学校校长。在朝鲜战争中任第54军参谋长。1955年，授予中国人民解放军少将。
1993年去世，死后按遗愿安葬在井冈山根据地烈士陵园。

## 家庭
妻子黄海云（1918-？），四川梓潼人。
- 长子 赖建平（1939-？），东北大学本科，曾任罗湖区工会主席
- 长女 赖鲁阳（1948-？），第一军医大学本科，曾在广州军区总医院工作
- 次女 赖新平（1950-？），本科学历，曾任广州军区战士报主编，现居香港[2]
  - 女婿 李意珍，曾任深圳市委副书记
  - 外孙女 李倩妮
- 三女 赖亚力（1952-？），第一军医大学本科，曾任中山医科大学口腔医院党委书记

赖家后人在井冈山古城镇故乡捐资兴建了古城春风中学以资纪念。